# Гудланд (Канзас)
Гудланд (енгл. Goodland) град је у америчкој савезној држави Канзас.

## Демографија
По попису из 2010. године број становника је 4.489, што је 459 (-9,3%) становника мање него 2000. године.
| Група             | 2000.         | 2010.         |
| Белци             | 4.423 (89,4%) | 3.867 (86,1%) |
| Афроамериканци    | 21 (0,4%)     | 33 (0,7%)     |
| Азијати           | 12 (0,2%)     | 17 (0,4%)     |
| Хиспаноамериканци | 447 (9,0%)    | 492 (11,0%)   |
| Укупно            | 4.948         | 4.489         |